# Johann Heinrich Gottlob von Justi
Johann Heinrich Gottlob von Justi (Brücken, 1720 – Küstrin, 1771) è stato un economista tedesco.

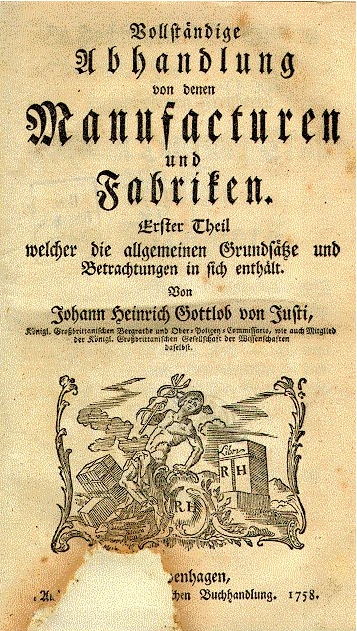
Manufakturen und Fabriken

Docente del Theresianum di Vienna, fece parte del consiglio delle miniere di Gottinga e fu direttore delle miniere di Berlino.
Finì in carcere per evasione fiscale. Aderente ad una scuola similfisiocratica, la sua opera più importante è System des Finanzwesens (1766).